# John Smith (architecte)
 (décembre 2013).
Si vous disposez d'ouvrages ou d'articles de référence ou si vous connaissez des sites web de qualité traitant du thème abordé ici, merci de compléter l'article en donnant les références utiles à sa vérifiabilité et en les liant à la section « Notes et références ».
Pour les articles homonymes, voir John Smith et Smith.
John Smith, né en 1781 et mort le 22 juillet 1852, est un architecte écossais, ayant été à partir de 1807, le premier architecte officiel d'Aberdeen. Il a notamment construit le pont Wellington.

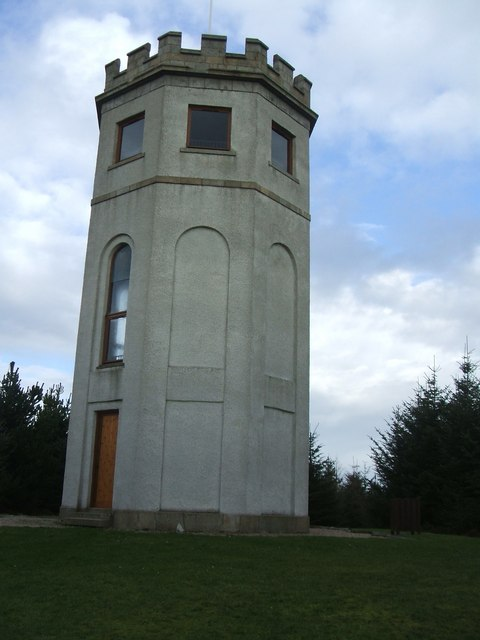
L'observatoire au bois de Drinnie sur le domaine de Pitfour a été conçu par Smith